# Holme Abbey
Holme Abbey – civil parish w Anglii, w Kumbrii, w dystrykcie (unitary authority) Cumberland. W 2011 civil parish liczyła 819 mieszkańców.